# Емманюель Санон
Емманюель Санон (фр. Emmanuel Sanon; 25 червня 1951, Порт-о-Пренс — 21 лютого, 2008, Орландо, США) — гаїтянський футболіст і тренер, нападник, гравець збірної Гаїті.

## Клубна кар'єра
Емманюель Санон народився в Порт-о-Пренсі. Почав свою кар'єру на позиції нападника в місцевому клубі під назвою «Дон Боско».
Після чемпіонату світу 1974 року він підписав контракт з бельгійським клубом «Беєрсхот», де він грав аж до 1980 року.
У 1980 році він переїхав до США, де підписав із контракт з «Маямі Амеріканс», який виступав у Другому дивізіоні Американської футбольної ліги. Коли головний тренер Рон Ньюман покинув команду і 20 червня 1980 року став головним тренером «Сан-Дієго Соккерс», який виступав у Першому дивізіоні Північної американської футбольної ліги, він запросив у команду Санона. Санон провів три сезони за «Сан Дієго Соккерс», після чого завершив кар'єру через травму коліна.

## Збірна
У 1970-ті роки Санон був найбільш відомим у збірній команді Гаїті. Досить сказати, що в період з 1970 по 1974 рік він забив 47 з 106 голів, забитих його збірною. Загалом же він став найкращим бомбардиром в історії національної збірної Гаїті, обігнавши Гольмана П'єра, а також зіграв за збірну найбільшу кількість матчів — 100.

### Чемпіонат світу 1974 року
Збірна Гаїті сенсаційно кваліфікувалася на чемпіонат світу 1974 року в першому відбірному раунді відбіркового циклу до чемпіонату світу збірна Гаїті в плей-оф обіграла збірну Пуерто-Рико, а пізніше, в основному завдяки голам «Манно», гаїтяни обіграли збірні Мексики і Тринідаду і Тобаго. Вже на груповому етапі чемпіонату світу, гаїтяни за результатами жеребкування були відправлені в дуже сильну групу з дворазовими чемпіонами світу талійцями, майбутніми чемпіонами аргентинцями і з польською збірною, яка на цьому чемпіонаті світу посіла третє місце. В підсумку збірна Гаїті зайняла останнє місце в групі, з різницею забитих і пропущених м'ячів -12, але обидва голи забив за них Емманюель Санон.
Він забив гол у ворота збірної Аргентини в останній грі групи, але, безумовно, найвідоміший гол був забитий у ворота Італії. Збірна Італії до цього матчу не пропускала м'ячів в 19 іграх чемпіонату світу, завдяки воротарю Діно Дзоффу, однак на початку другого тайму Санон відкрив рахунок в матчі, але цей гол не збентежив італійців, які незабаром відігралися, а сам матч виграв з рахунком 3:1. До того часу збірна Гаїті вже втратила шанси вийти з групи після поразки 0:7 від Польщі і 1:4 від Аргентини. Санон на тому турнірі був найкращим гравцем збірної.

## Тренерська кар'єра
Його кар'єра закінчилася в 1986 році, після чого він відразу зайнявся тренерською діяльністю, готуючи молодих футболістів США різних футбольних команд з навчальних закладів країни.
У 1999—2000 роках він був тренером збірної Гаїті, з якою брав участь у Золотому кубку КОНКАКАФ  2000 року.

## Смерть
21 лютого 2008 року, після тривалої боротьби з раком підшлункової залози, Емманюель Санон помер у лікарні Орландо, штат Флорида, де він і жив. На його похороні були присутні 10 000 чоловік. Його колишній клуб, «Дон Боско», навічно вилучив з обігу номер 10, який носив Санон.

## Титули і досягнення
- Володар Кубка Бельгії: 1978-79
- Переможець Чемпіонату націй КОНКАКАФ: 1973
- Срібний призер Чемпіонату націй КОНКАКАФ: 1971, 1977